# Divriği

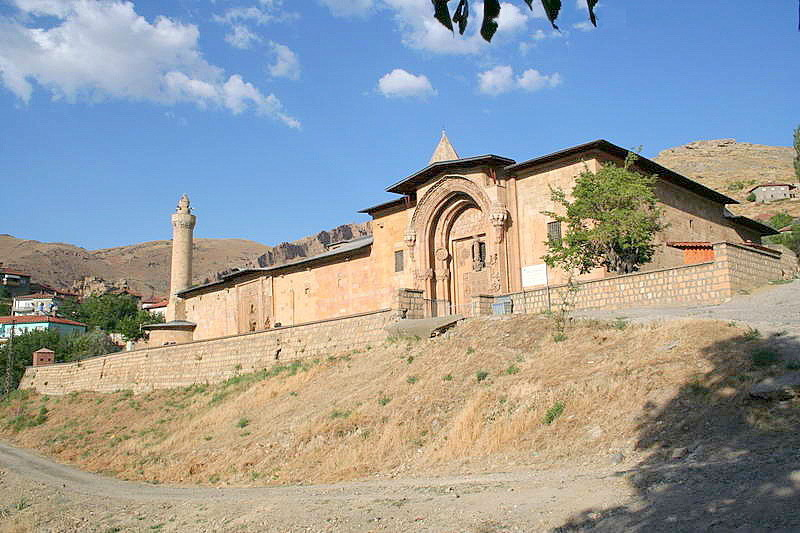
Gran Mesquita i Hospital de Divriği

Divriği és una ciutat de Turquia, capital d'un districte del mateix nom al sud-est de la província de Sivas, a la vora del riu Çaltı Çayı (afluent del Kara Su (afluent de l'Eufrates). No hi ha dades sobre la seva població actual (2009), però era de només 4.500 habitants el 1930, de 10.389 el 1970, de 15.974 el 1985 i 17.664 el 1990.

## Història
Fou l'antiga Tefrice (Tefrike, Τεφρικῆ), famosa per haver estat la capital dels sectaris paulicians al segle ix. Vers el 847 un cap paulicià amb experiència militar, Carbees, amb ajut de l'emir de Melitene, va fortificar la vila i la va convertir en el centre del domini paulicià a l'Àsia Menor. Karbeas fou derrotat pels romans d'Orient el 863. El seu successor Chrysochir va continuar mantenint la independència i encara va fer incursions a Ancira, Malegena (prop de la moderna Eskisehir), Efes i Nicea i altres ciutats (867/868). Basili el Macedoni va enviar contra els paulicians Christophoros, que els va derrotar i va matar el seu cap el 872 en la batalla de Bathys Ryax prop de la seva capital Tefricia, que va quedar arrasada.
Va passar als seljúcides després de la batalla de Mantziciert el 1071, i s'hi va establir l'emir Mangudjak Ghazi, que després fou emir d'Erzindjan; la ciutat de Devrigi fou governada per una branca de prínceps mangudjàquides; Ahmed Xah ibn Mangudjak hi governava vers 1228-1229, quan es va haver de fer vassall del Soldanat de Rum o Konya; fou llavors quan es va construir la gran mesquita que es conserva en bon estat; un castell del segle xiii es conserva igualment, però en pitjor estat. La mesquita i l'hospital adjacent (Darüşşifa), construït al mateix temps per Turan Melek Sultan, filla de l'emir Fahreddin Bahram Shah, foren declarats per la UNESCO Patrimoni de la Humanitat l'any 1985.
Després dels mangudjàquides es va establir el poder dels Il-kan (1276 o 1277); el kan Abaka va combatre els mamelucs i va fer demolir la ciutadella de Devrigi; després fou saquejada per Kaykubad III de Konya (1300/1301) i vers aquest temps va passar a Eretna; passà als mamelucs el 1391 aprofitant les lluites entre el cadi Burhan al-Din i l'amir d'Amasya Hadjdji Shahgaldi. El poder local que poguessin conservar els mangudjàquides en tot aquest temps no està aclarit.
El 1398 Baiazet II va ocupar la zona per primer cop (al mateix temps que Malatya, Sivas i altres ciutats), però després de la batalla d'Ankara (1402) contra Tamerlà, va retornar als mamelucs, com a part de la frontera a la província d'Alep. Va quedar en poder dels otomans el 1516 amb la seva victòria sobre els mamelucs, i fou integrada al wilayat-i Arab com a capital d'un sandjak. Després el sandjak fou inclòs a l'eyalat d'Anadolu. Al segle xix va esdevenir un kada ('districte') del sandjak de Sivas.
El 1915, després de l'arrest de l'elit armènia, foren arrestats els comerciants i artesans, unes 200 persones, que foren torturades durant dies i finalment assassinats a les gorges de Deren Dere.